# مانو دل مورال
مانو دل مورال (انگلیسی: Manu del Moral؛ زادهٔ ۲۵ فوریهٔ ۱۹۸۴) یک بازیکن فوتبال اهل اسپانیا است.
از باشگاه‌هایی که در آن بازی کرده‌است می‌توان به ختافه، باشگاه فوتبال سویا، باشگاه فوتبال اتلتیکو مادرید بی، رکریتیوو اوئلوا، اتلتیکو مادرید، الچه، رئال وایادولید، ایبار، تیم ملی فوتبال زیر ۲۳ سال اسپانیا و تیم ملی فوتبال اسپانیا اشاره کرد.